# Außenministerium (Ägypten)
Das Außenministerium Ägyptens (arabisch وزارة الخارجية المصرية, DMG Wizārat al-Ḫāriǧiyya al-Miṣriyya) ist für die Außenpolitik Ägyptens zuständig. Es geht auf das in der ersten Hälfte des 19. Jahrhunderts von Muhammad Ali Pascha gegründete Ministerium zurück und wurde 1922 wiedergegründet.
Seit Juli 2024 wird es von Badr Abdelatty geleitet.

## Geschichte
Muhammad Ali Pascha gründete das Ministerium zur Organisation der inneren und äußeren Angelegenheiten des Staates. Es für die Abschaffung der Sklaverei zuständig sowie für die Befolgung internationaler Verträge.
Am 15. März 1922 wurde das Ministerium neu gegründet. Nach der Revolution von 1952 wurde es stark umgebaut. 1979 wurde es nach dem Friedensvertrag mit Israel unter seinem Minister Boutros Boutros-Ghali erneut umgebaut.

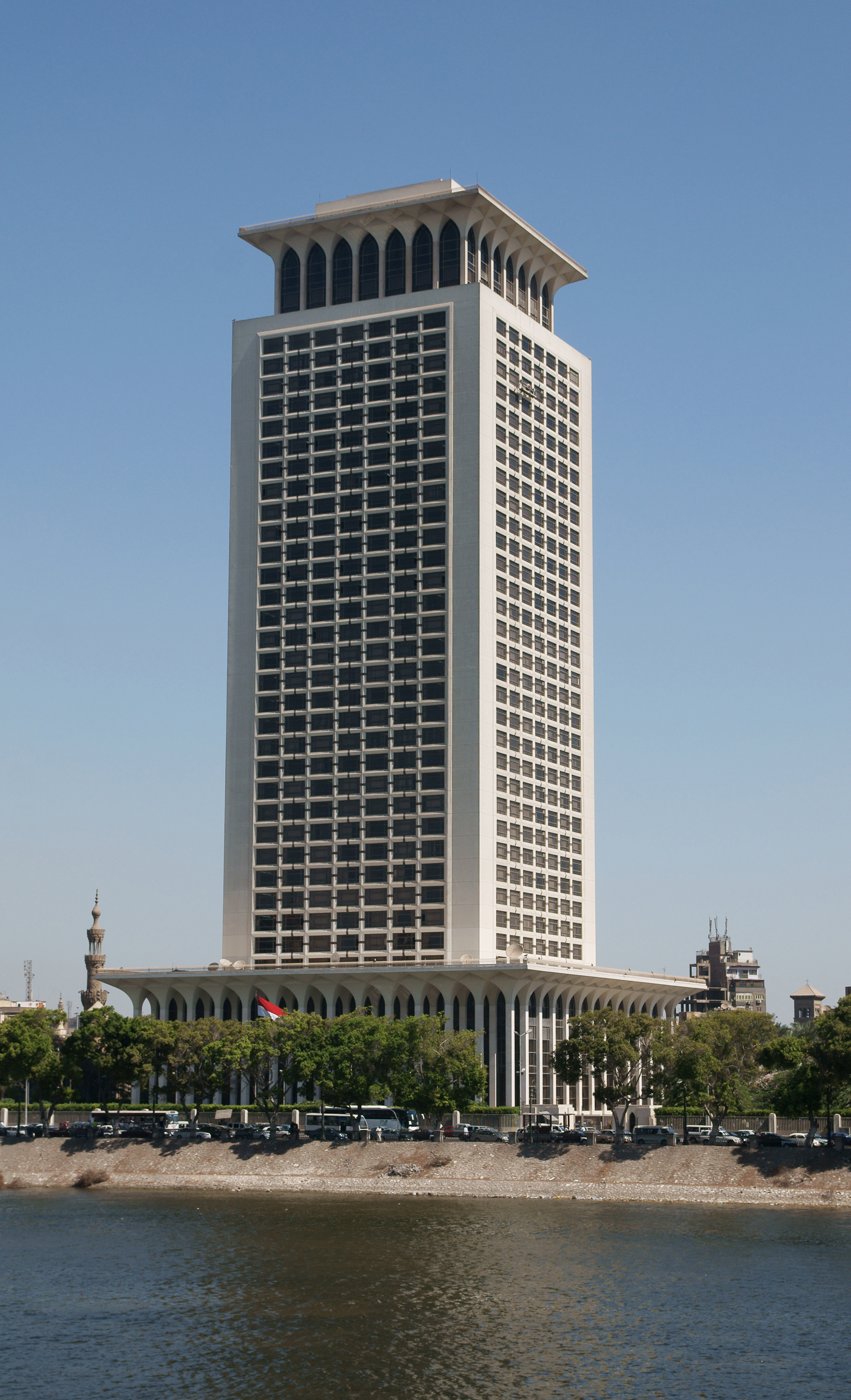
Gebäude des Außenministeriums (2010)

## Sitz
Der Sitz des Ministeriums ist ein 1994 erbautes Bürohochhaus, das von dem Bauunternehmen Arab Contractors erbaut wurde. Die Errichtung war Teil der Stadtteilsanierung von Bulaq, für das die bisherigen Bewohner, vor allem Migranten mit niedrigem Einkommen umgesiedelt wurden.
Ein neues Verwaltungsgebäude wurde in der Neuen Hauptstadt Ägyptens erbaut.